# Rüdiger Weiß

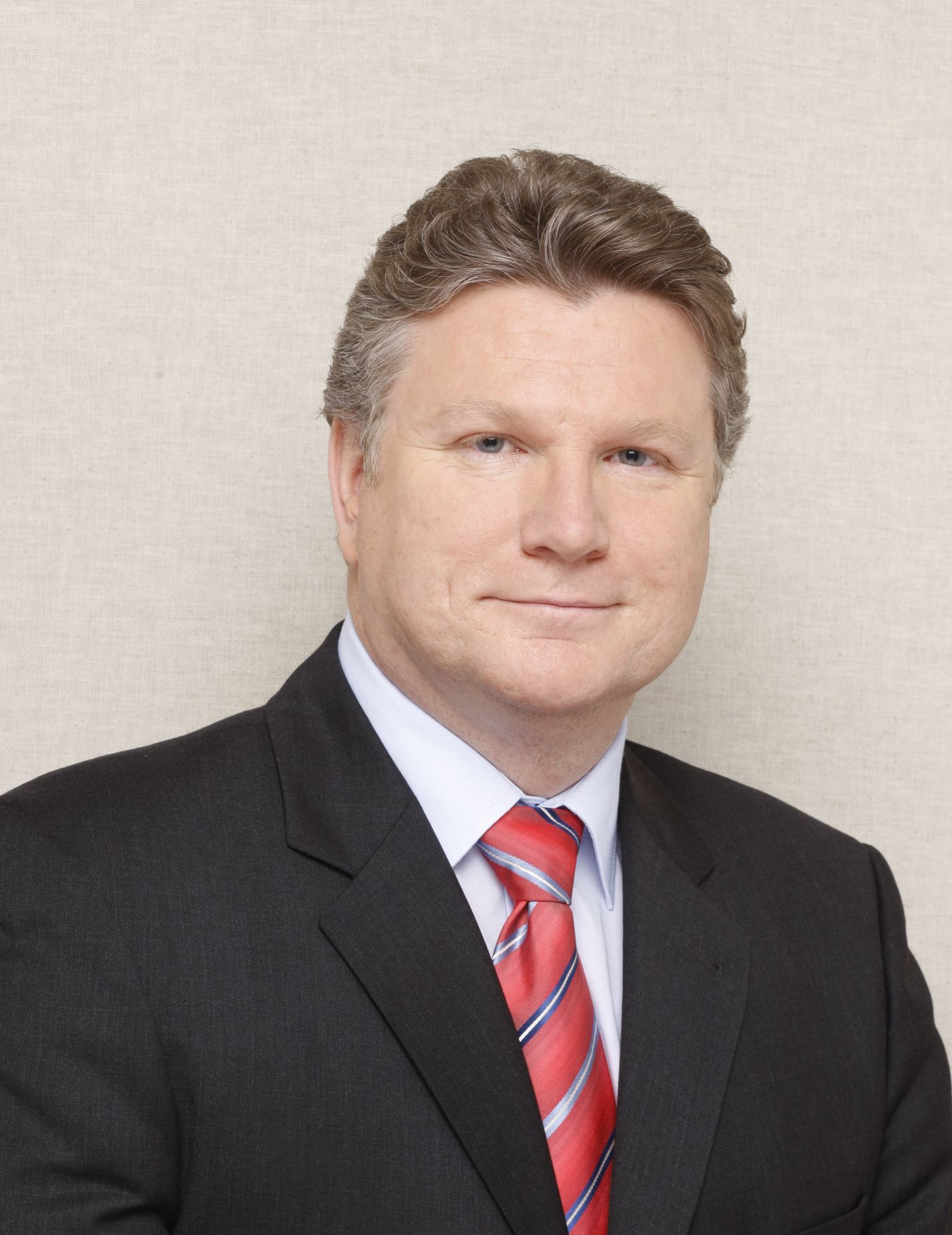
Rüdiger Weiß (2009)

Rüdiger Weiß (* 29. November 1960 in Bergkamen) ist ein deutscher Politiker (SPD). Vom Jahr 2010 bis Mitte Mai 2021 war er direktgewählter Abgeordneter im Landtag Nordrhein-Westfalen.

## Biografie
Rüdiger Weiß nahm nach dem Abitur am Städtischen Gymnasium Bergkamen ein Lehramtsstudium der Fächer Deutsch und Sport an der Ruhr-Universität Bochum auf. Nach dem Staatsexamen unterrichtete er an Schulen in Ratingen, Menden und Lünen. Im Jahr 2005 wurde Rüdiger Weiß Direktor der Heide-Hauptschule in Bergkamen, die er bis zu seinem Einzug in den Landtag Nordrhein-Westfalen 2010 leitete. Mit seiner Frau und seinem Sohn lebt Rüdiger Weiß in Oberaden.

## Politik
Rüdiger Weiß trat im Jahr 1983 in die SPD ein und war in den Jahren 1985 bis 1990 Vorsitzender des Bergkamener Stadtverbands der Jusos. Seit 1992 ist er Vorsitzender des Ortsvereins Oberaden. Seit 1989 vertritt er seine Partei im Stadtrat von Bergkamen.
Im Mai 2010 wurde er im Landtagswahlkreis Unna III – Hamm II bei der Landtagswahl 2010 in den Landtag von Nordrhein-Westfalen gewählt. Hierbei holte Rüdiger Weiß das beste Wahlergebnis der Sozialdemokraten in Nordrhein-Westfalen zu dieser Wahl. Bei der vorgezogenen Landtagswahl in Nordrhein-Westfalen 2012 fuhr er nach der damaligen Ministerpräsidentin Hannelore Kraft das beste Erststimmenergebnis für die SPD ein. Bei der NRW-Landtagswahl 2017 errang Rüdiger Weiß erneut ein Direktmandat im Landtagswahlkreis Unna III – Hamm II. Auch in diesem Jahr erzielte er wie schon 2010 das beste Erststimmenergebnis für die SPD bei dieser Landtagswahl.
Im Mai 2021 trat Weiß von allen kommunalpolitischen Ämtern und seinem Landtagsmandat zurück. Zuvor war bekannt geworden, dass er, um Stornierungskosten für einen privaten Urlaub zu reduzieren, auf offiziellem Briefkopf des Landtags die Anzahlung zurückgefordert hatte. Der Landtagspräsident André Kuper rügte dieses Verhalten. Für ihn rückte Marina Dobbert in den Landtag nach.
Die Schwerpunkte seiner politischen Arbeit waren die Europapolitik und internationale Zusammenarbeit. Ab Beginn der 17. Legislaturperiode war Rüdiger Weiß Sprecher für Europa und Internationales der SPD-Fraktion. Daneben zählte die Schul- und Bildungspolitik sowie Sport- und Kommunalpolitik zu seinen Arbeitsbereichen.
Rüdiger Weiß engagierte sich für die Fortführung der EU-Regionalförderung über 2020 hinaus. Weitere europabezogene Projekte, für die er sich starkmachte, sind eine Reform der EU-Entsenderichtlinien und eine Intensivierung der NRW-Benelux-Kooperation unter besonderer Berücksichtigung der sozialen- und arbeitsrechtlichen Dimension. Zudem setzte er sich für geordnete Wiedereinführung von G9 und darüber hinaus für den weiteren Ausbau von Erasmus+ ein.